# Луэбо
Луэбо (фр. Luebo) — город (территория) на западе центральной части Демократической Республики Конго. Административный центр провинции Касаи. Расположен на высоте 478 м над уровнем моря.
В 2010 году население города по оценкам составляло 29 167 человек. В городе есть аэропорт.
Территория разделена на 5 районов:
- Луэбо (Luebo)
- Луэбо-Кабамбайи (Luebo-Kabambayi)
- Луэбо-Луленгеле (Luebo-Lulengele)
- Луэбо-Веди (Luebo-Wedi)
- Нджоко-Пунда[англ.]